# Чемпіонат Європи з велоспорту на треку 2011
Чемпіонат Європи з велоспорту на треку 2011 — другий Чемпіонат Європи з велоспорту на треку серед еліти. Проходив з 21 по 23 жовтня у Omnisport Arena в Апелдорні, Нідерланди.
У рамках чемпіонату відбулися змагання серед всі десяти олімпійських дисциплін (спринт, командний спринт, кейрін, командна гонка переслідування та омніум як для чоловіків, так і для жінок), а також змагання з гонки за очками серед обох статей та медісона черед чоловіків. Чемпіонат був кваліфікаційним на Олімпійські ігри 2012 року.

## Медалісти

### Чоловіки
| Дисципліна                    | Золото                                                                            | Срібло                                                                   | Бронза                                                             |
| Спринт                        | Кевен Сіро                                                                        | Максиміліан Леві                                                         | Денис Дмітрієв                                                     |
| Командний спринт              | Німеччина Рене Ендерс Роберт Ферстеманн Штефан Німке                              | Франція Мікаель Бурґен Франсуа Первіс Кевен Сіро                         | Польща Мацей Білецький Каміль Кучинський Даміан Зелінський         |
| Командна гонка переслідування | Велика Британія Стівен Берк Едвард Кленсі Пітер Кенно Енді Теннант Джерейнт Томас | Данія Міхаель Меркев Каспер фон Фольсах Лассе Норман Гансен Расмус Кваде | Росія Валерій Кайков Євгеній Ковальов Іван Ковальов Віктор Манаков |
| Кейрін                        | Метью Кремптон                                                                    | Хрістос Волікакіс                                                        | Франсуа Первіс                                                     |
| Омніум                        | Едвард Кленсі                                                                     | Бріан Кокар                                                              | Елія Вівіані                                                       |
| Медісон                       | Бельгія Кенні Де Кетеле Ільйо Кейсе                                               | Швейцарія Клаудіо Імгоф Сіріл Тьєрі                                      | Франція Вів'єн Брісс Морган Кніскі                                 |
| Гонка за очками               | Рафал Ратайчик                                                                    | Сільван Діллієр                                                          | Мілан Кадлец                                                       |

- Спортсмени, виділені курсивом, брали участь у чемпіонаті, але не змагались у фіналі.

### Жінки
| Дисципліна                    | Золото                                                    | Срібло                                                | Бронза                                             |
| Спринт                        | Любов Шуліка                                              | Ольга Панаріна                                        | Вікторія Баранова                                  |
| Командний спринт              | Велика Британія Вікторія Пендлтон Джессіка Варніш         | Україна Любов Шуліка Олена Цьось                      | Німеччина Крістіна Фоґель Міріам Вельте            |
| Командна гонка переслідування | Велика Британія Дені Кінг Джоанна Роуселл Шенд Лора Тротт | Німеччина Шарлотта Бекер Ліза Бреннауер Мадлен Зандіг | Білорусь Олена Дилько Оксана Папко Тетяна Шаракова |
| Кейрін                        | Вікторія Пендлтон                                         | Клара Санчез                                          | Сенді Клер                                         |
| Омніум                        | Лора Тротт                                                | Тетяна Шаракова                                       | Кірстен Вілд                                       |
| Гонка за очками               | Євгенія Романюта                                          | Катаржина Павловська                                  | Ярміла Махачова                                    |

## Загальний медальний залік
*   Країна-господарка ( Нідерланди)
| Місце               | Країна              | Золото | Срібло | Бронза | Загалом |
| ------------------- | ------------------- | ------ | ------ | ------ | ------- |
| 1                   | Велика Британія     | 7      | 0      | 0      | 7       |
| 2                   | Франція             | 1      | 3      | 3      | 7       |
| 3                   | Німеччина           | 1      | 2      | 1      | 4       |
| 4                   | Польща              | 1      | 1      | 1      | 3       |
| 5                   | Україна             | 1      | 1      | 0      | 2       |
| 6                   | Росія               | 1      | 0      | 3      | 4       |
| 7                   | Бельгія             | 1      | 0      | 0      | 1       |
| 8                   | Білорусь            | 0      | 2      | 1      | 3       |
| 9                   | Швейцарія           | 0      | 2      | 0      | 2       |
| 10                  | Греція              | 0      | 1      | 0      | 1       |
| 10                  | Данія               | 0      | 1      | 0      | 1       |
| 12                  | Чехія               | 0      | 0      | 2      | 2       |
| 13                  | Італія              | 0      | 0      | 1      | 1       |
| 13                  | Нідерланди*         | 0      | 0      | 1      | 1       |
| Загалом (14 збірні) | Загалом (14 збірні) | 13     | 13     | 13     | 39      |

## Україна на чемпіонаті
Україну на чемпіонаті представляли серед чоловіків:
1. Володимир Дюдя
2. Артем Фролов
3. Андрій Куценко
4. Сергій Лагкуті
5. Олександр Лобов
6. Максим Поліщук
7. Віталій Попков
8. Михайло Радіонов
9. Віталій Щедов
10. Максим Васильєв
11. Андрій Винокуров

Серед жінок змагалися:
1. Єлизавета Бочкарьова
2. Світлана Галюк
3. Леся Калитовська
4. Ганна Нагірна
5. Любов Шуліка
6. Олена Цьось

За результатами змагань українська команда посіла 5 місце у медальному заліку завдяки золоту в спринті Любові Шуліки та сріблу в командному спринті Любови Шуліки та Олени Цьось.